# 주브뤼셀 퀘벡 정부 대표부
주브뤼셀 퀘벡 정부 대표부(프랑스어: Bureau du Québec à Bruxelles, 영어: Quebec Government Office in Brussels, 네덜란드어: Algemene afvaardiging van Quebec in Brussel) 또는 주벨기에 퀘벡 정부 대표부는 벨기에 브뤼셀 아브뉘 다르 46동 7층에 위치한 퀘벡 정부 대표부이다. 1972년 9월 26일에 정식 개관했으며 총대표부 지위를 갖고 있다. 이 공관은 벨기에, 룩셈부르크, 네덜란드, 유럽 연합을 관할한다.
주브뤼셀 퀘벡 정부 대표부는 문화, 예술, 교육 분야에서 캐나다 퀘벡주와 벨기에, 룩셈부르크, 네덜란드, 유럽 연합의 개인·기관과의 교류를 주선하며 퀘벡주와 이들 국가 간의 경제, 문화, 교육, 관광, 투자 활성화에 기여한다. 대표부는 벨기에, 룩셈부르크, 네덜란드에서 사업을 원하는 퀘벡주의 기업들과의 연락을 제공하고 이들 국가의 경제 환경과 최신 동향을 전달하는 역할을 수행한다. 그 외에 벨기에, 룩셈부르크, 네덜란드에서 상호 협력, 파트너 관계를 맺기 원하는 퀘벡주의 정부 부처, 관련 기관 및 단체를 지원한다.

## 같이 보기
- 퀘벡 정부 대표부